# Ousas
Ousas, o Usas o Ousanas III, (... – V secolo) è stato un sovrano di Aksum.